# Harold Olmo

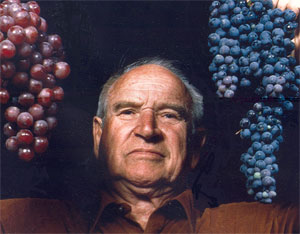
Harold Olmo

Harold Olmo (* 31. Juli 1909; † 30. Juni 2006) war ein US-amerikanischer Pflanzenphysiologe, Botaniker, Önologe und Rebzüchter. Er war Professor des Department of Viticulture and Enology der University of California in Davis.

## Leben
Im Jahr 1931 wurde er vom damaligen Institutsleiter A.J. Winkler mit der Aufgabe der Neuzüchtung von Rebsorten eingestellt. Bis zu seiner Pensionierung im Jahr 1979 legte er einige tausend Neuzüchtungen vor, von denen 31 Sorten in die Nationalen Sortenlisten aufgenommen wurden und einigen kommerziellen Erfolg hatten. Seine bekanntesten Züchtungen sind die Sorten Ruby Cabernet, Rubired, Royalty, Emerald Riesling, Symphony,  Flora, Carmine, Carnelian und Centurian. Bei den Tafeltrauben genießen die Sorten Perlette, Ruby Seedless, Early Muscat und Red Globe eine gewisse Bekanntheit.
Über seine Tätigkeit als Rebzüchter hinaus hat Olmo den kalifornischen Weinbau maßgeblich beeinflusst. Durch Klonselektion und Anlegen einer Quarantänestation in Davis konnte er den Gesundheitszustand sowie die Güte der wichtigen Rebsorten Cabernet Sauvignon, Pinot Noir, Chardonnay und Riesling erheblich steigern und an die örtlichen Gegebenheiten anpassen. Der Aufstieg des US-amerikanischen Weinbaus auf dem internationalen Markt beruht in der Hauptsache auf dem Umstieg der Winzer auf diese internationalen Rebsorten.
Siehe auch den Artikel Weinbau in den Vereinigten Staaten.